# Rob Gore
Robert (Rob) Gore (nascut el 1977) és un metge d'emergències i fundador de la iniciativa Kings Against Violence (KAVI). És professor ajudant clínic al Centre Hospitalari del Comtat de Kings. Va participar en una jornada inaugural TED el 2016, i el 2018 va ser nomenat "Heroi" per la CNN.

## Educació
Va créixer a Brooklyn. És fill d'un activista i d'un professor. Va estudiar al Morehouse College i es va graduar el 1998. Va assistir a la Universitat de l'Escola de Medicina i Ciències Biomèdiques de Buffalo i es va graduar el 2002. Va ser cap dels metges residents a l'Hospital John H. Stroger Jr. del Comtat de Cook .

## Trajectòria
Des del 2008, Gore ha treballat amb la Clinique Espérance et Vie, una clínica mèdica a Haití que treballa a Terrier-Rouge i zones properes. Va impulsar una campanya de crowdfunding per traslladar les seves activitats en una sèrie de televisió, The Global Empowerment Project. Va col·laborar amb Marc Baptise i Brian Paupaw.
Va fundar la beca d'estiu del Centre Mèdic SUNY Downstate del MMSEM, un programa de mentoria per a malalties minoritàries. Defensa que la violència és un problema de salut pública. El 2009 va fundar la Iniciativa Kings Against Violence (KAVI), un programa anti-violència sense ànim de lucre escolar, hospitalari i comunitari que té l'objectiu d'ensenyar als joves a resoldre els conflictes pacíficament. Va desenvolupar un equip de persones que responen a l'hospital, persones que poden respondre sensiblement a situacions difícils que es produeixen en una comunitat. Gore va organitzar una sèrie de reunions d'esmorzars per ajudar els joves negres a difondre els seus problemes. El programa va créixer el 2011, i Gore va animar la seva família, companys i amics a participar-hi. KAVI forma part de NYC Health + Hospitals amb iniciatives similars a Harlem i The Bronx. Va ser escollit com un dels Programes Presidencials de Lideratge del 2018. El programa compta amb el suport del Centre presidencial George W. Bush i el Centre presidencial de Clinton. Va treballar en una proposta per augmentar l'impacte i els recursos per a KAVI.
El 2016 va fer un Ted Talk titulat Healing Inner-City Trauma. Va ser resident de TED al programa inaugural el 2016. Va parlar sobre KAVI al programa History NOW el 2016. Els seus èxits van ser premiats pel United Hospital Fund el 2017. Aquell any va ser seleccionat com un dels 100 homes en rebre la distinció com un dels cent Black Enterprise. Va ser seleccionat com a heroi de la CNN el 2018. Va ser guardonat amb el premi Citizen's Commitee for Children per la seva tasca al servei de joves en risc. Està representat per l'Agència literària Serendipity.